# Alfons Weber (Mediziner, 1915)
Alfons Weber (* 22. Februar 1915 in Posen; † 11. Oktober 1994 in Erding) war ein deutscher Arzt, der aufgrund von umstrittenen Ansichten zur Entstehung von Krebs, einer entsprechenden Therapie und einem eigenen Testverfahren bekannt wurde. Weber studierte in Berlin Medizin und war während des Zweiten Weltkriegs Militärarzt, bevor er im bayerischen Erding eine Arztpraxis eröffnete.
Weber vertrat die Ansicht, dass Krebserkrankungen als eine Infektionskrankheit durch Protozoen zu betrachten seien. Er behauptete, dies durch lichtmikroskopische Untersuchungen nachgewiesen zu haben, die angeblich spezifische Parasiten in Tumorgewebe zeigen. Seiner Theorie zufolge könnten die von ihm identifizierten, angeblich krebsauslösenden „Ca-Protozoen“ durch Insektenstiche, von Mensch zu Mensch, von Tier zu Mensch oder diaplazentar übertragen werden. Für seine Untersuchungen nutzte er fixierte und nicht-fixierte Blut- und Gewebeproben.
Weber dokumentierte und verbreitete seine Beobachtungen über Rundbriefe, Vorträge, Schmalfilme und mehrere Bücher, jedoch nicht in wissenschaftlichen Fachzeitschriften. Während seiner Lebenszeit wurden seine Ergebnisse von zahlreichen Arztkollegen wahrgenommen, konnten jedoch von Onkologen wie Harald zur Hausen nicht bestätigt werden.
Obwohl Webers Theorie wissenschaftlich nicht anerkannt ist, erfreut sie sich bei einigen Vertretern der Alternativmedizin weiterhin einer gewissen Popularität.

## Webers Hypothese zur Krebsentstehung durch Protozoen
Ende 1967 veröffentlichte Weber seine Schrift Über die Ursache der Krebskrankheit und verbreitete sie durch zahlreiche Rundschreiben an Behörden und Kollegen. Darin behauptete er, mithilfe einer speziellen Beleuchtungs- und Präparierungstechnik sogenannte Ca-Protozoen entdeckt zu haben. Diese seien vorwiegend in Blut und Lymphe, aber auch in Tumorgewebe und in jeder einzelnen Tumorzelle nachweisbar. Weber betrachtete diese Ca-Protozoen als die eigentlichen Krebserreger. Er ging davon aus, dass Viren Überlebensformen von Protozoen seien und bezeichnete sie als Oozoiten und Merozoiten.
Laut Weber führt ein Befall von Stammzellen durch die Ca-Protozoen zur Krebsentstehung. In Nativpräparaten – lebendem, nicht fixiertem Gewebe – habe er sie als kleine, eiförmige, teilweise begeißelte Parasiten beobachtet, die sich ruckartig zwischen den Zellen bewegten. Diese seien so klein wie Viren oder auch größer. Er gab an, die Erreger bei 37 Grad Celsius in einer Klimakammer mit Sauerstoff und Nährlösung anzüchten zu können und erstellte zahlreiche Filme seiner mikroskopischen Beobachtungen. Dabei setzte er auf die Technik der Ölimmersion.
Für die Beschreibung der Entwicklungsstadien der Ca-Protozoen nutzte Weber die wissenschaftliche Nomenklatur der Malariaerreger (Plasmodien). Aufgrund der Ähnlichkeit dieser Protozoen mit Plasmodien vermutete er, dass Medikamente gegen Malaria – wie Chinin, Resochin und Primaquin – auch gegen Krebs wirken könnten. Er berichtete von Verbesserungen bei Patienten, bei denen er einen hohen Protozoämiegrad festgestellt haben wollte.
Weber entwickelte ein vierphasiges Modell des Krankheitsverlaufs:
1. Phase 1: Die Ca-Protozoen durchseuchen Blutplasma, Lymphe und rote Blutkörperchen.
2. Phase 2: Die Blutgefäßwände werden angegriffen und durchdrungen.
3. Phase 3: Die Infektion breitet sich im Bindegewebe außerhalb der Blutbahn aus.
4. Phase 4: Die Erreger überwinden die Basalmembranen von Stammzellenkolonien und dringen in diese ein.

Im ersten Stadium bleibt die Infektion latent, während sie in den späteren Stadien unterschiedlich manifest wird. Je nach betroffenem Bereich des Körpers können Symptome an Haut, Knochen, Gelenken, Nervensystem, Verdauungsorganen oder Atmungsorganen auftreten. Die eigentliche Tumorbildung verknüpfte Weber mit der vierten Phase. Hier würden die von den Erregern freigesetzten Enzyme unkontrolliertes Zellwachstum und den Untergang funktionaler Zellkolonien verursachen.
Weber argumentierte weiter, dass die enormen Größenunterschiede bei Makroparasiten wie Madenwürmern oder Leberegeln auch bei Mikroparasiten bestehen könnten. Dies führte ihn zu der Vermutung, dass die äußerst aktiven und virulenten Jungformen der Ca-Protozoen so klein wie Viren seien, da sich die artenspezifischen Größenunterschiede nach unten fortsetzten. Trotz ihrer geringen Größe wiesen diese Erreger einen eigenständigen Stoffwechsel auf, der sich deutlich von dem der Wirtszellen unterschied und diese durch aggressive Verdauungsfermente schädigte.
Weber erklärte, dass sich die von ihm beobachteten Mikroparasiten aus geschlechtlich oder ungeschlechtlich entstandenen Überlebensformen entwickeln könnten, die als leblose Dauerformen erscheinen. Er kritisierte die damalige Sichtweise der Virusforscher, dass Viren leblos seien und den Stoffwechsel von Wirtszellen nutzen. Stattdessen vertrat er die Auffassung, dass es keine Entstehung von Lebendigem aus unbelebter Materie geben könne. Daher sah er einige der als Krebsviren bezeichneten Strukturen als Überlebensformen der von ihm beschriebenen Mikroparasiten an.

## Zeitgenössische Rezeptionsgeschichte
Webers Therapie von Krebserkrankungen mit Anti-Malariamitteln stieß auf Ablehnung durch Kollegen und Behörden, was zu gerichtlichen Verfahren führte. In der Folge kam es zu einem Konflikt mit den bayerischen Behörden, der 1968 in der jahrelangen Schließung seiner Praxis und dem Entzug seiner Approbation gipfelte. 1972 wurde Weber in das psychiatrische Krankenhaus Haar eingewiesen, wo jedoch keine psychiatrische Erkrankung diagnostiziert wurde. Dank einer Spende von drei Millionen Mark durch eine Anhängerin konnte Weber trotz der Schließung seiner Praxis privat weiterforschen.

## Veröffentlichungen (Auswahl)
- Über die Ursache der Krebskrankheit. Gebr. Parcus, München 1969.
- Pathogene Protozoen im Blut-, Organ- und Tumorgewebe.  Bildband. 1970.
- Ursache, Anlass und Voraussetzung der Krebskrankheit. In: Ars medici. Nr. 2, 1973, S. 91.

| Personendaten    | Personendaten                          |
| ---------------- | -------------------------------------- |
| NAME             | Weber, Alfons                          |
| KURZBESCHREIBUNG | deutscher Arzt und Alternativmediziner |
| GEBURTSDATUM     | 22. Februar 1915                       |
| GEBURTSORT       | Posen                                  |
| STERBEDATUM      | 11. Oktober 1994                       |
| STERBEORT        | Erding                                 |